# Johannes Goldschmidt
Emil August Johannes Goldschmidt (* 24. August 1894 in Dresden; † 1. November 1952 ebenda) war ein deutscher Meteorologe.

## Leben und Wirken
Der Sohn des Botenmeisters August Goldschmidt (1858–1927) wechselte nach dem Besuch der Volksschule 1909 an das Freiherr-von-Fletscher-Lehrerseminar, wo er 1914 die Reifeprüfung ablegte. Nach seinem Wehrdienst im Ersten Weltkrieg studierte er ab 1919 an der Technischen Hochschule Dresden Mathematik und Physik und promovierte im Juli 1925 zum Dr. rer. techn. Zum Zeitpunkt seiner Promotion war er bereits als wissenschaftlicher Assistent an der sächsischen Landeswetterwarte tätig. 1935 wurde er Regierungsrat beim Reichswetterdienst sowie Wehrmachtsbeauftragter der Luftwaffe und 1936 Leiter des Meteorologischen Observatoriums Wahnsdorf. Im Januar 1939 erhielt er den Lehrauftrag für Meteorologie ab der Technischen Hochschule Dresden. 1941 wurde er zum Oberregierungsrat befördert. 1945 habilitierte er sich.
Speziell forschte Goldschmidt zu atmosphärischen Strahlungsmessungen, Photo- und Luftelektrizität. Er wohnte in Radebeul.

## Schriften (Auswahl)
- Die Singularitäten im jährlichen Witterungsverlauf von Wahnsdorf. Berlin 1950.
- Das Klima von Sachsen. Berlin 1950.
- Die 25 jährige Beobachtungsreihe von Wahnsdorf 1917–1941. Berlin 1953.